# Dassault Mirage 4000
Le Mirage 4000, ou Super Mirage 4000, est un prototype d'avion de chasse biréacteur développé par Dassault Aviation en parallèle du Mirage 2000. Il est le dérivé technologique du Mirage 2000 : ils partagent de nombreuses caractéristiques comme leurs moteurs, leurs ailes delta et les commandes de vol électriques. Le développement du prototype a été entièrement financé par son constructeur, mais n'a débouché sur aucune construction en série. Il est utilisé plus tard comme avion expérimental pour tester les technologies développées dans le cadre du programme Rafale.

## Conception

### Objectifs et manque de financement
À la suite de l'abandon de plusieurs projets par manque de financement comme le Mirage F.2 puis le Mirage G.8, le projet du monoréacteur Mirage 2000, moins couteux, se concrétise avec une production à grande échelle en France. Dassault décide de développer une version biréacteur pour concurrencer le Mc Donnell Douglas F-15A sur le marché international. Le Mirage 4000 se veut être un avion à hautes performances et offrir une capacité opérationnelle multimissions. Il pourrait effectuer des opérations de reconnaissance, bombardement, surveillance et combat aérien.
La France n'est pas intéressée par le Mirage 4000 et refuse de financer l'étude. Dassault utilise donc ses fonds propres pour la financer. L'étude est lancée en 1976. L'entreprise redemande un financement pour réaliser une première production en série. La présérie de 5 unités envisagée n'est pas commandée. Sans ces unités, une commercialisation à l'international semble lointaine.

### Historique
Le prototype piloté par Jean-Marie Saget réalise son premier vol le 9 mars 1979 à la base aérienne d'Istres. Il dépassera Mach 1 durant ce vol. Ce n'est qu'au 6e vol d'essai, le 11 avril, qu'il va dépasser Mach 2. Il parvient à atteindre 50 000 pieds soit environ 15 000 m et Mach 2 en 3 minutes et 50 secondes. Les premiers moteurs M-53 du Mirage 4000 ont été prêtés par l’État français et prélevés sur les stocks du programme Mirage 2000. L'avion est présenté au Salon du Bourget en 1979 pour la première fois et 1981 dans l'espoir de susciter des offres de potentiels acquéreurs étrangers.
L'Arabie saoudite et l'Iran se montrent intéressés en début de projet mais les négociations n'aboutissent pas. Engagée dans le programme du Mirage 2000, la France refuse de financer les cinq avions de présérie souhaités par le constructeur. La campagne d’essais en vol fut interrompue en juin 1983. En 1985, l'appareil est rééquipé de ses moteurs M53 et un motif désert est apposé en vue d'une potentielle commande de l'Arabie Saoudite. Le prototype fait de nouveau une apparition au Salon du Bourget en 1987. Il réalise des démonstrations avec les Mirage 2000 et le prototype Rafale. Il est présenté au roi d'Arabie Saoudite au cours de la même année. Malgré la conduite de sérieuses négociations, aucune commande ne sera finalisée. Le programme d'export est finalement abandonné à la fin des années 1980, Dassault n'ayant pas trouvé d'acheteur.
Par la suite, le prototype est modifié et sert à tester des technologies du programme ACX Rafale à Istres, notamment son système d'armement. Le Rafale héritera des plans canards. Ces petites ailes permettent une meilleure manœuvrabilité de l’appareil. L'avion perdra petit à petit son intérêt expérimental avec la construction de nouveaux prototypes de Rafale. Le Mirage 4000 aura effectué un total de 336 vols, le dernier ayant lieu le 8 janvier.
Le prototype est exposé sur le tarmac du musée de l'Air et de l'Espace depuis octobre 1992. Il est livré démonté et avec le motif « désert » saoudien. Après 10 ans d'exposition aux éléments, le prototype est dans un état dégradé. L'association IT Mercure le remet en état. Cette restauration débute fin 1999 et se termine en 2002. L'appareil est démonté, les corrosions sont traitées et une peinture anticorrosion est aussi appliquée. Cette première phase est terminée le 11 juin 2001. L'appareil est ensuite repeint au motif d'origine des appareils Dassault : blanc avec liserés bleu, blanc, rouge (voir Galerie photo). Entretemps, l'appareil est renommé Super Mirage 4000.

### Caractéristiques techniques
Comparable en taille au F-15A Eagle américain et supérieur en limite de manœuvrabilité (F-15 : incidence maximale : 19°, facteur de charge max : 7 g ; M 4000 : incidence max : 26°, facteur charge max : +9g), l'avion est largement construit en matériaux composites afin de réduire son poids au maximum. Sa dérive est la première au monde fabriquée en composite de carbone. Elle est creuse et contient un réservoir de carburant augmentant l'autonomie de l'appareil (la dérive a la surface d'une aile de Mirage F1). Au total, le Mirage 4000 emporte trois fois plus de carburant que le Mirage 2000.
La structure du Mirage 4000 est en partie en aluminium, sa vitesse maximale est donc Mach 2,2, en raison du mur de la chaleur, qui causerait des dégâts structurels importants au-delà. La manœuvrabilité de l'appareil est garantie par des plans canard ajustables en vol. Ils permettent de résoudre le problème de centrage et sont placés sur l'entrée d'air. Le Mirage 4000 possèderait une manœuvrabilité supérieure à celle du Mirage 2000.
À partir du 280e vol (le 22 mai 1987), le Mirage 4000 est propulsé par des Snecma M53-P2. Il vole 18 minutes à Mach 2 en 1987.

#### Armement
L'avion est conçu pour embarquer 8 000 kg de charges externes sur neuf points d'emport. Les configurations du matériel embarqué changent selon les missions. On peut embarquer des réservoirs supplémentaires et un radar de suivi de terrain en pod par exemple. En configuration d'attaque au sol de type bombardement, le Mirage 4000 peut embarquer au choix : 
- 27 bombes de 250 kg
- 6 bombes d'une tonne
- 4 paniers de 16 ou 36 roquettes
- jusqu'à 4 missiles air-sol AS-30L
- 1 missile nucléaire ASMP

En configuration de combat aérien, le Mirage 4000 embarquera jusqu'à 8 missiles air-air Magic, des missiles antiradar AS.37 Martel ou des roquettes air-air. Les 2 canons DEFA 30 mm serviront en appoint.

## Culture populaire
Le Mirage 4000 a été utilisé dans le film Un ticket pour l'espace (2006), dans une scène tournée au musée de l'Air et de l'Espace de l'aéroport du Bourget. Le Mirage 4000 est aussi présent dans le jeu War Thunder depuis la mise à jour "Air Superiority" du 14 décembre 2023, au rang VIII avec un battle rating (B.R.) de 13.0.

## Galerie photo

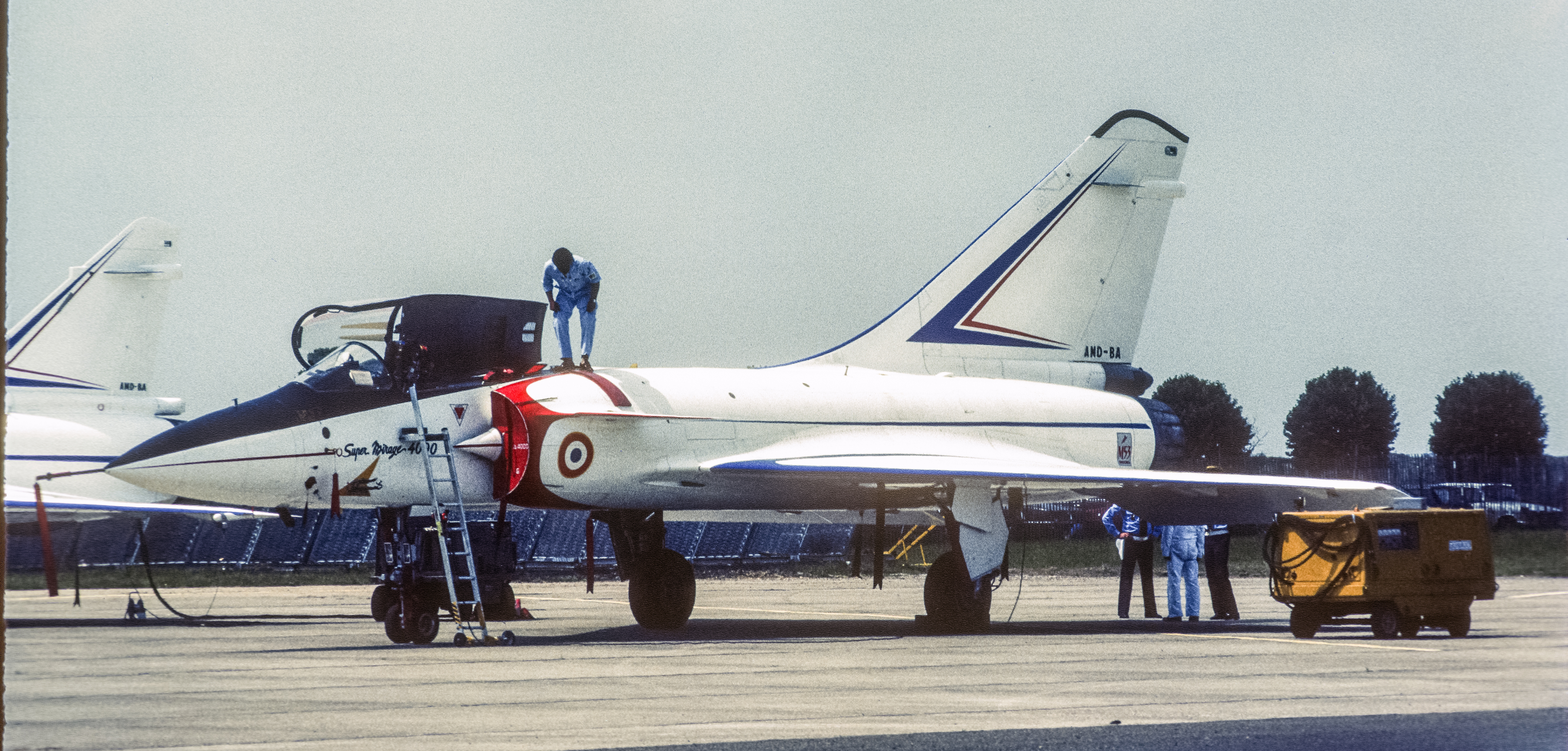
Le Mirage 4000 au salon du Bourget en juin 1981.

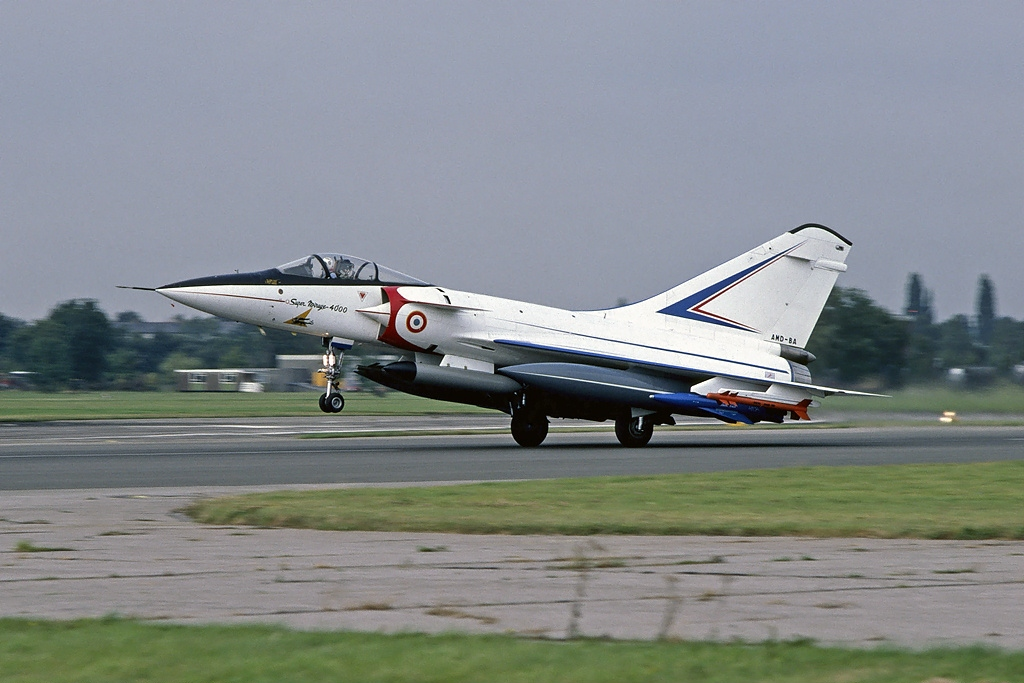
Super Mirage 4000 avec le pod Antilope, radar de suivi de terrain lors du salon aéronautique de Farnborough en 1982.

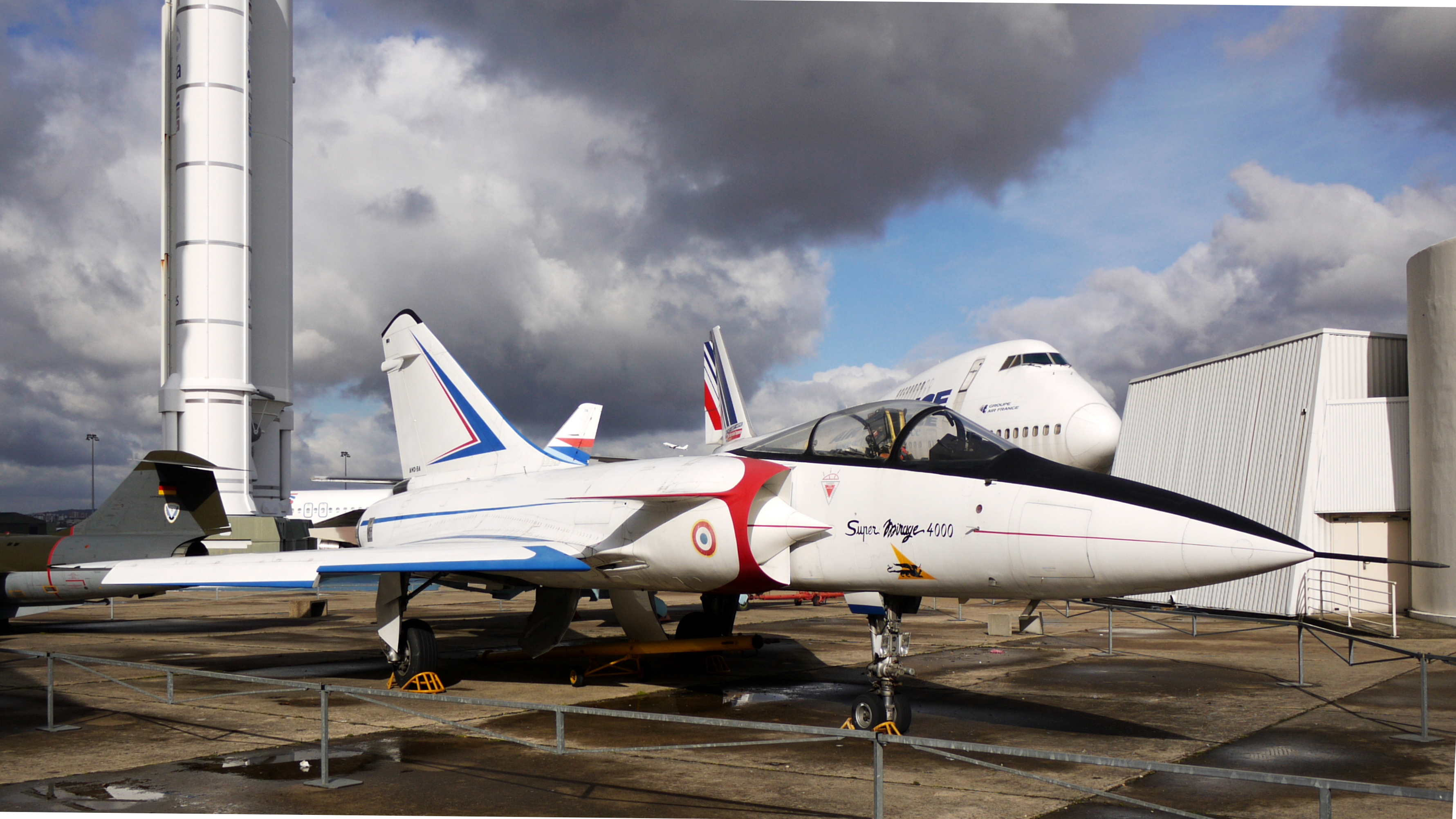
Le Super Mirage 4000 au Musée du Bourget après sa restauration de 2002

### Développement lié
- Dassault Mirage 2000

### Ordre de désignation
- Mirage III - Mirage IV - Mirage 5 - Mirage F1 - Mirage G/G4/G8 - Avion de combat futur/Mirage G8A - Mirage 2000 - Mirage 4000 -